# Rosanna Bianchi Piccoli
Rosanna Bianchi Piccoli (Milano, 29 maggio 1929 – Milano, 14 febbraio 2025) è stata una ceramista italiana.

## Biografia
Rosanna Bianchi Piccoli nasce a Milano nel 1929 da un'antica famiglia milanese. Si forma al liceo artistico di Brera con Guido Ballo e all’Accademia di Belle Arti di Brera alla scuola di Carlo Carrà e Mauro Reggiani. Dal 1951 al 1963, fra i 22 e i 32 anni, giovane artista donna di grande ambizione e curiosità, sviluppa un percorso di studio e ricerca personale, supportato da premi e borse di studio, che la conducono in contesti internazionali come botteghe artigiane, fabbriche di ceramica, studi d’artista e i più importanti musei d’Europa. Viaggia a est in Germania, Polonia, Cecoslovacchia, Ungheria, e da lì raggiunge l’Austria. Trascorre lunghi periodi di lavoro in nord Europa: in Danimarca, Svezia, Finlandia e Norvegia. Visita musei e manifatture in Francia, Spagna, Svizzera, Paesi Bassi e Belgio. Intanto studia la tradizione della ceramica italiana, quella colta e quella popolare. Per sei anni, fra il 1957 e il 1963, su incarico E.N.A.P.I. - Ente Nazionale per l'Artigianato e le Piccole Industrie del Ministero dell’Industria - svolge attività di ricerca socio-etno-antropologica. Si tratta di un lavoro sperimentale di gruppo che si sviluppa in varie regioni d’Italia in Abruzzo, Marche e Sicilia, e in province storiche per l'arte ceramica come Lanciano, Rapino, Fratterosa, Santo Stefano di Camastra e Collesano. L'obiettivo della ricerca di Rosanna Bianchi Piccoli in questi anni è collegare l'essenza antropologica e storica della ceramica, il valore d'oggetto d'uso, sacro e rituale, con il linguaggio contemporaneo. In questi anni realizza opere uniche organizzate in 'famiglie' come Intime Geometrie (1952/1956), Albarelli (1957/1958), Graffiti, (1957/1961), Celadon (1959/1961). Sono opere definite da una precisa scrittura graffita che evoca antiche civiltà, e, al tempo stesso, si ricollega alla ricerca segnica e gestuale dell’avanguardia informale di quegli anni.
A Milano, negli anni Sessanta, Rosanna Bianchi Piccoli ha studio in un antico palazzo senza riscaldamento in Corso Italia 48. È un periodo di grande attività, in cui gli scambi intellettuali con altri artisti, fra cui Lucio Fontana, grande fonte d'isopirazione ceramica per la giovane Bianchi Piccoli, sono importanti. In questi stessi anni l'artista si confronta con i giovani, amici e compagni di strada, della sua generazione: Aldo e Marirosa Ballo, Ugo e Nini Mulas, Franco Marescotti, Dario Fo, Alberto e Marisa Scarzella, Gianni Dova, Gio e Arnaldo Pomodoro, Alik Cavaliere, Bobo Piccoli (che sposerà nel 1965). Vasaia nel senso antropologico del termine, che Claude Lévi-Strauss affida a quest’identità, Rosanna Bianchi Piccoli continua la sua ricerca fra Milano e i luoghi storici della ceramica, quella dove quest'arte è praticata dal Rinascimento. Nel 1958 e nel 1960 è corsista speciale al Laboratorio Tecnico-Sperimentale dell’Istituto per la ceramica G. Ballardini di Faenza dove collabora con lo scultore Angelo Biancini. 
Nel 1958 inizia a lavorare con la Galleria Il Sestante di via Spiga a Milano, che rappresenta anche Ettore Sottsass jr., i fratelli Pomodoro, Hans von Klier, Bobo Piccoli e molti altri. Il lavoro con questa galleria sperimentale fra arte, architettura, design, interessata alla cultura materiale, prosegue fino al 1983 con diverse personali. In questi anni collabora anche con architetti fra cui fratelli Latis, Franco Marescotti, Roberto Menghi, Giuliano Rizzi, Alberto Scarzella.
Negli anni Sessanta e Settanta il pensiero sulla ceramica come forma simbolica del percorso umano si sviluppa anche in progetti di design in piccola e grande serie, Piccoli Vasi (1962) e Vasi (1965/1970), in pezzi per La Rinascente di Milano (1962), per Pirex Ware di New York (1967) e con Richard Ginori di Milano, e Megalopoli di Agneta Holst, di Milano (1984). I vasi della famiglia Celadon sono esposti alla 36esima Biennale di Venezia del 1972.
Negli anni Ottanta e Novanta la ricerca di Rosanna Bianchi Piccoli si orienta a un materiale antico e prezioso come la porcellana biscuit a 1280 gradi (fuoco a gas in atmosfera riducente). Con questo materiale crea genealogie di opere come Impronte d’Acqua, Scansioni, Essenze, Terre trovate, Parole Bianche, Diari, Horti Sicci, sono sculture che vengono cotte a temperature altissime insieme a elementi naturali che si dissolvono nel fuoco lasciando tracce, forme, colori di frammenti di natura. In questi anni una delle letture favorite dell'artista è De Rerum Natura di Lucrezio. In queste opere tracce d'esistenza sembrano emergere dalla materia, in un'idea dell'arte e della ceramica come una potente energia generante e rigenerante.
Dal 2011 al 2015 riprende la serie dei Cosmopiatti (realizzati per la prima volta nel 1967 in una mostra per la Galleria Il Sestante nell'era delle prime esplorazioni spaziali, dell'allunaggio, e dello straordinario interesse degli artisti, soprattutto a Milano per questi temi). Ora settantanove nuovi Cosmopiatti, prodotti nella bottega Gatti di Faenza e dedicati alle stelle, come Altair (2011), alle galassie, come Andromeda (2012); all'importante opera astronomica Almagesto (2014); ad astronomi e ad astrofisici: da Margherita Hack (2011), a Ipparco (2012), Tycho Brahe (2012), tracciano un cosmo contemporaneo, molto più vicino e conosciuto, e proprio per questo ancora più immenso e impossibile da definire. La nuova edizione di Cosmpiatti, opere uniche, filettate a mano al tornio, ognuna firmata e siglata con la ruota dentata, da sempre singolo dell'artista sono stati esposti alla Triennale nella mostra Concentricità e Concentrazione. Cosmopiatti e Vasi Sacri. Catalogo, Corraini, Mantova 2015.
Rosanna Bianchi Piccoli ha continuato a lavorare fino agli ultimi mesi di vita creando ceramiche, disegni e poesie. Negli ultimi anni ha continuato la sua ricerca con la tecnica antica orientale del raku e del kintsugi una pratica speciale quest'ultima che 'ricuce' le cicatrici e le rotture del raku con oro liquido. La sua ricerca della forma produce in questi anni nuovi pezzi estremamente contemporanei, in cui la potenza della materia e del fuoco, degli elementi della natura: terra, aria, acqua convergono in una straordinaria potenza generatrice. Quella della vasaia di Levi Strauss. Le sue ultime opere sono di settembre 2024.